# Prosopocera subvittata
Prosopocera subvittata är en skalbaggsart som beskrevs av Stefan von Breuning 1965. Prosopocera subvittata ingår i släktet Prosopocera och familjen långhorningar. Inga underarter finns listade i Catalogue of Life.